# Stíny Plamenů
Stíny Plamenů – czeska grupa muzyczna grająca black metal. Powstała w 1998 roku z inicjatywy Lorda Morbivoda.

## Dyskografia
- Blackmetalové peklo ve špíně kanalizační vody (demo, 1999)
- Pokles do temnot kanalizačních hlubin (demo, 2000)
- Ve špíně je pravda (2001)
- Rány Černým Kovem (2002)
- Dive Into The Wastewater... (kompilacja, 2004)
- Železo krvácí (2004)
- Odpadni galerie (2007)
- Mrtvá komora (2009)

## Obecny skład zespołu
Opracowano na podstawie materiału źródłowego
- Lord Morbivod (Ondřej Klášterka) – wokal, gitara basowa
- Lord Egon – gitara elektryczna
- Lord Oblomov – gitara elektryczna (od 2007)
- Lord Sheafraidh – perkusja